# Дятлово (Калінінградська область)
Дятлово (рос. Дятлово) — селище Краснознаменського району, Калінінградської області Росії. Входить до складу Краснознаменського міського округу.
Населення — 0 осіб (2015 рік).

## Населення
| 2002 | 2010 |
| ---- | ---- |
| 14   | ↘0   |